# Nomenclature des avions américains après 1962
Cet article contient la nomenclature des avions militaires américains après 1962 par ordre de désignation.
Elle est devenue officielle le 18 septembre 1962, lorsque le United States Tri-Service aircraft designation system a unifié les codes de désignation pour les trois départements (USAF/US Navy/US Army) du ministère américain de la Défense (Department of Defense : DoD). Les aéronefs mis en œuvre par la composante amphibie de l’US Navy (US Marine Corps, le quatrième "Service" du DoD) et par l'US Coast Guard (qui dépend du département de la Sécurité intérieure, mais relèverait de l'US Navy en cas de conflit) sont soumis au même système.
L'unification des désignations de 1962 a porté sur 89 appareils et les 320 versions qui leur étaient dérivées.
Les aéronefs de la NASA sont également identifiés par cette nomenclature. Le système de désignation des aéronefs inhabités du département de la Défense des États-Unis le complète pour les autres engins.

## Explication des désignations

### Structure
Préfixe de statut - mission modifiée - mission d'origine - type de véhicule - (tiret) - numéro - lettre indiquant la version
Les désignations A, B, C, F, O, et P ont été remises à zéro en 1962.
Attention :
- La lettre P avant 1962 pouvait signifier Pursuit pour l'USAAF (ex. : P-40 ou P-51) et Patrol pour l'US Navy et l'USMC (ex. : PBY Catalina).
- La lettre F avant 1962 pouvait signifier Fighter pour l'US Navy et l'USMC (ex. : F4H Phantom II) et Photographic (préfixe modificateur de mission) pour l'USAAF/USAF (ex. : F-15 Reporter, version de reconnaissance du P-61 Black Widow).

### Type de véhicule
- G : Glider ; planeur, même motorisé.
- H : Helicopter (hélicoptère).
- Q : drone (depuis 1997).
- V : STOL/VTOL : avion à décollage et atterrissage court/aéronef à décollage et atterrissage verticaux ; ex. : AV-8 Harrier, V-22 Osprey ou OV-10 Bronco.
- Z : Lighter-than-Air (plus léger que l'air).

Les aéronefs « normaux » (c'est-à-dire qui n'entrent pas dans les catégories ci-dessus) n'utilisent pas de lettre indiquant le type de véhicule.

### Mission d'origine
La mission d'origine de l'aéronef est la partie majeure du système de désignation.
- A : Attack ; appareil conçu pour l'attaque au sol, pénétration, attaque de précision. Ex. : A-6 Intruder ou A-10 Thunderbolt II.
- B : Bomber ; bombardier, implique une charge de bombes importante (lisses ou intelligentes ou missile de croisière) et/ou un très grand rayon d'action. Ex. : B-2 ou B-52
- C : Carrier/Cargo ; transport de personnel et/ou fret, véhicules, etc. Ex. : C-130 Hercules
- E : Electronic Warfare ; s'applique à tout avion (modifié ou non) donc la fonction principale est à base d'électronique. Ex. : E-3 Sentry
- F : Fighter ; avion de chasse, mais comprend aussi des appareils ayant une capacité de combat air-air marginale (F-105 Thunderchief)
- L : Laser ; appareil dont l'armement principal est un Laser. Nouvelle désignation avec un seul appareil AL-1
- O : Observation ; appareil devant observer les forces ennemies avec une éventuelle capacité appui-sol. Ex. : O-1 BirdDog ou OV-10 Bronco.
- P : Patrol ; patrouille maritime et reconnaissance avec lutte anti-navire et/ou lutte anti-sous-marine. Ex. : P-3 Orion.
- R : Reconnaissance ; appareil destiné à la reconnaissance photo et/ou électronique (en pratique, aucun appareil désigné ainsi)
- S : Anti-submarine warfare (lutte anti-sous-marine) ; appareil spécialement destiné à la lutte lutte anti-sous-marine. Ex. : S-2 Tracker
- T : Training (entrainement) ; appareil conçu pour l'entrainement des pilotes. Ex. : T-33 ou T-45
- U : Utility
- X : eXperimental ; ex. : tous les programmes de recherche de la NASA X-1, X-15. À noter que cette désignation est toujours celle en vigueur depuis 1948.

### Mission modifiée
Si un appareil est modifié pour une mission différente de sa mission d'origine, il peut recevoir un préfixe parmi les suivants :
- A : Attack ; idem mission principale, mais s'applique à un appareil dont la mission a été modifiée en attaque au sol en gardant la possibilité de sa mission principale. Ex. : AC-130 Spectre.
- C : Cargo ; ex. : CT-43A.
- D : Drone Director ; s'applique aux appareils télécommandant des drones.
- E : Electronics ; s'applique aux appareils modifiés pour la guerre électronique et/ou reconnaissance électronique tout en gardant la possibilité de sa mission principale. Ex. : EP-3 Orion.
- H : Search and Rescue; ex. : HU-25 Guardian.
- K : Kerosene/Tanker ; ravitailleur. Ex. : KA-6 ou KC-10.
- L : Cold weather ; mission spéciale grand froid. Ex. : LC-130 (C-130 équipé de skis).
- M : « Multimission » ; ex. : MC-130.
- Q : Drone ; s'applique aux appareils transformés en drones. Ex. : QF-102.
- R : Reconnaissance ; s'applique aux appareils transformés pour la reconnaissance. Ex. : RF-5 ou RF-4.
- S : Anti-Submarine Warfare ; s'applique aux appareils transformés pour la lutte ASM.
- T : Training ; s'applique aux appareils transformés pour l'entrainement. Ex. : TA-4 ou TF-106. Cette désignation est de moins en moins utilisée, afin de ne plus dénigrer les capacités opérationnelles des appareils.
- U : Utility ; s'applique aux appareils transformés pour diverses missions de transport. Ex. : UP-3 Orion (transport de courrier).
- V : Staff transport ; s'applique aux appareils transformés pour le transport de personnalités. N'est plus utilisé que pour les appareils destinés à transporter le président des États-Unis. Ex. : VC-25.
- W : Weather ; appareil de reconnaissance météorologique. (Les WC-135 Constant Phoenix sont utilisés pour recueillir des renseignements sur les tests nucléaires). Ex. : WC-135 ou WC-130.

### Préfixe de statut
- G : Grounded - En permanence au sol
- J : Temporary Test - S'applique à un avion adapté à un test spécifique mais temporaire. Généralement à la fin de la mission l'avion retrouve son standard d'origine. Ex. : JC-135.
- N : Permanent Test. S'applique à un avion adapté de façon permanente à un test (cellule de test pour nouveaux réacteurs par exemple). La plupart des avions de NASA utilisent ce code.
- X : eXpérimental. À ne pas confondre avec la désignation principale. S'applique aux avions en phase de prototype, non encore en service opérationnel. Ex. : XF-104 ou XF-85.
- Y : prototype ou présérie. Cette dénomination s'applique lorsqu'un contrat est passé avec une évaluation opérationnelle, par exemple : YF-17 Cobra. Depuis 1970, pour des raisons politiques cette dénomination est utilisée au lieu du X, moins sécurisante en termes financier. Ex. : YF-22 au début du programme.
- Z : préfixe (rarement) usité, pour les aéronefs planifiés.

### Versions
Lettre indiquant la version, dans l'ordre alphabétique : la première version porte le suffixe A, le seconde recevra la lettre B, etc. (Les lettres I et O ne sont pas utilisées pour éviter des confusions avec les chiffres 1 et 0). Ne suit pas une nomenclature stricte, indique dans la plupart des cas des améliorations techniques, une modification majeure du design, etc. Cependant, beaucoup de désignations non officielles sont utilisées : F-16N (Navy), F-14A+, etc.

### Hélicoptère
Depuis 1948, tous les hélicoptères (US Army/USN/USMC/USCG/USAF et NASA) commencent par H. À partir de 1948 un suffixe permettait de connaitre la mission principale (ex : HA-1 Cobra), mais depuis 1962 le type de mission principale est renseigné par un préfixe. Ex. : AH-1 Cobra (Hélicoptère d'attaque) ou SH-3 (Hélicoptère de lutte ASM).
L'United States Army Aviation Branch nomme presque tous ses hélicoptères et appareils à ailes fixes d'après le nom des tribus indiennes d'Amérique du Nord (AH-64 Apache, AH-66 Commanche, C-6 Ute, C-12 Huron, etc.).
Tous les préfixes utilisés sont ceux de la liste ci-dessus.

### Nomenclature des roquettes, missiles et des lanceurs
Les missiles, roquettes et lanceurs ont également été rebaptisés pour des raisons de simplification en 1962. En effet, depuis 1962 tous les missiles sont d'abord identifiés par leur méthode de lancement, puis leur mission, puis leur mode de propulsion et/ou guidage, enfin une numérotation.

## Liste par Ordre de désignations Aéronefs

### A-Attack
| Design.  | Nom             | Constructeur               | Désignation avant 1962 ( ) ou nouvelle désignation                              | Date 1er vol      |
| -------- | --------------- | -------------------------- | ------------------------------------------------------------------------------- | ----------------- |
| A-1      | Skyraider       | Douglas                    | (AD)                                                                            | 18 mars 1945      |
| A-2      | Savage          | North American             | (AJ)                                                                            | 24 juin 1946      |
| A-3      | Skywarrior      | Douglas                    | (A3D)                                                                           | 28 octobre 1952   |
| A-4      | Skyhawk         | Douglas                    | (A4D)                                                                           | 22 juin 1954      |
| A-5      | Vigilante       | North American             | (A5J)                                                                           | 31 août 1958      |
| A-6      | Intruder        | Grumman                    | (A2F)                                                                           | 19 avril 1960     |
| A-7      | Corsair II      | LTV                        |                                                                                 | 27 septembre 1965 |
| AV-8 (3) | Harrier         | Hawker-Siddeley            | Version AV-8B par McDonnell Douglas                                             | 28 décembre 1967  |
| A-9      |                 | Northrop                   | Concurrent du A-10                                                              |                   |
| A-10 (1) | Thunderbolt II  | Fairchild-Republic         |                                                                                 | 10 mai 1972       |
| A-11 (2) |                 |                            | Désignation réservée mais jamais utilisée                                       |                   |
| A-12 (2) | Avenger II      | General Dynamics           | Avion d'attaque embarqué du type aile volante                                   | Annulé            |
|          |                 |                            | Les désignations qui suivent sont non-conformes.                                |                   |
| A-16     | Fighting Falcon | General Dynamics           | Version annulée du F-16                                                         |                   |
| F/A-18   | Hornet          | McDonnell Douglas-Northrop | Désignation non standard : aurait dû être appelé AF-18                          |                   |
| A-37     | Dragonfly       | Cessna                     | Désignation non standard : numéro conservé à cause de sa filiation avec le T-37 | Octobre 1964      |

(1) Seul avion de l'USAF à porter une désignation commençant par A-. Tous les autres avions d'attaque ou de pénétration de l'USAF commencent par F (ex. : F-111 ou F-117) ou ne sont plus en service.
(2) Les désignations A-11 et A-12 utilisées pour des phases différenes du Lockheed A-12 Oxcart (qui lui-même a donné par la suite le SR-71) étaient des noms internes de Lockheed et ne font pas partie du système de désignation des armées.
(3) Désignation non conforme. Le Harrier était à l'origine désigné AV-6B (le XV-6A étant le nom donné au Hawker-Siddeley Kestrel, l'ancêtre du Harrier), et aurait pu être appelé A-8, mais une désignation non conforme a été choisie pour une raison inconnue (cette désignation est par ailleurs incohérente avec l'existence d'un autre V-8, le Ryan XV-8A Fleep).

### B- Bomber
| Design. | Nom            | Constructeur   | Désignation avant 1962 ( ) ou nouvelle désignation                                                | Date 1er vol      |
| ------- | -------------- | -------------- | ------------------------------------------------------------------------------------------------- | ----------------- |
| B-1     | Lancer         | Rockwell       |                                                                                                   | 23 décembre 1974  |
| B-2     | Spirit         | Northrop       |                                                                                                   | 17 juillet 1989   |
| B-21    | Raider         | Northrop       |                                                                                                   | Prévu en 2023     |
|         |                |                |                                                                                                   |                   |
|         |                |                |                                                                                                   |                   |
| B-26    | Invader        | Douglas        | (JD-1; utilisé uniquement par l'US Navy lors de l'unification. Devenu UB-26J)                     | Juillet 1942      |
|         |                |                |                                                                                                   |                   |
|         |                |                |                                                                                                   |                   |
| B-47    | Stratojet      | Boeing         |                                                                                                   | 17 décembre 1947  |
|         |                |                |                                                                                                   |                   |
|         |                |                |                                                                                                   |                   |
| B-52    | Stratofortress | Boeing         |                                                                                                   | 15 avril 1952     |
|         |                |                |                                                                                                   |                   |
| B-58    | Hustler        | Convair        |                                                                                                   | 11 novembre 1956  |
|         |                |                |                                                                                                   |                   |
| B-66    | Destroyer      | Douglas        |                                                                                                   | 1954              |
|         |                |                |                                                                                                   |                   |
| XB-70A  | Valkyrie       | North American | (XB-70 : le nouveau système de désignation impose une lettre de version même pour les prototypes) | 21 septembre 1964 |
|         |                |                |                                                                                                   |                   |

Les bombardiers listés ci-dessus étaient tous en service opérationnel ou en test (X = prototype) après 1962.
En 1962, le département de la Défense (Department of Defense = DoD) a décidé une nouvelle mise à zéro de cette liste. Elle ne sera donc plus composée, après le retrait des derniers B-52 (envisagé vers 2040 !), que du B-1 et B-2. Le bombardier suivant, s'il voit jamais le jour, sera donc le B-3.

### C-Cargo
| Design. | Nom                      | Constructeur              | Désignation avant 1962 ( ) ou nouvelle désignation              | Date 1er vol                              |
| ------- | ------------------------ | ------------------------- | --------------------------------------------------------------- | ----------------------------------------- |
| C-1     | Trader                   | Grumman                   | (TF-)                                                           |                                           |
| C-2     | Greyhound                | Grumman                   | Dérivé du E-2 Hawkeye (W2F)                                     | 18 novembre 1964                          |
| C-3     | VC-3A                    | Martin                    | (RM-1Z) (civil Airliner 4-0-4 : 2 ex. pour USGC)                | 1951                                      |
| C-4     | Gulfstream               | Grumman                   |                                                                 | 1959 (pour la version civile "Executive") |
| C-5     | Galaxy                   | Lockheed                  |                                                                 | 30 juin 1968                              |
| C-6     | Ute                      | Beech                     | Version militaire du King Air                                   |                                           |
| C-7     | Caribou                  | de Havilland Canada       |                                                                 |                                           |
| C-8     | Buffalo                  | de Havilland Canada       |                                                                 |                                           |
| C-9     | Nightingale/ Skytrain II | Douglas                   | Version militaire du DC-9                                       |                                           |
| C-10    |                          | McDonnell Douglas         | Utilisé uniquement en version de ravitaillement en vol KC-10    |                                           |
| C-11    | Gulfstream II            | Gulfstream                |                                                                 |                                           |
| C-12    | Huron                    | Beech (Raytheon)          | Version militaire du King Air 200 (ou Beech 1900 pour le C-12J) |                                           |
| C-13    |                          | Désignation non attribuée | Par superstition                                                |                                           |
| YC-14   | ASMT                     | Boeing                    | Programme abandonné                                             | 9 août 1976                               |
| YC-15   | ASMT                     | McDonnell Douglas         | Programme abandonné                                             | 26 août 1975                              |
| C-16    |                          |                           | Désignation non utilisée                                        |                                           |
| C-17    | Globalmaster III         | McDonnell Douglas         |                                                                 | 15 septembre 1991                         |
| C-18    | J-Stars                  | Boeing                    |                                                                 |                                           |
| C-19    |                          | Boeing                    | Version militaire du 747                                        | 9 février 1969 (Version civile)           |
| C-20    |                          | Gulfstream                | Version militaire du Gulfstream III/IV                          | 12 février 1979                           |
| C-21    | Learjet                  |                           | Version militaire du Learjet 35A                                | 22 août 1973                              |
| C-22    |                          | Boeing                    | Version militaire du 727                                        | février 1963 (version civile)             |
| C-23    | Sherpa                   | Short                     | Version militaire du Short 330                                  | 23 décembre 1982                          |
| C-24    |                          | McDonnell Douglas         | Version militaire du DC-8                                       |                                           |
| C-25    | Air Force One            | Boeing                    | Désignation complète : VC-25 (2 ex)                             | 23 août 1990                              |
| C-26    | Metroliner               | Fairchild                 | Version militaire du Fairchild Metro III                        |                                           |
| C-27    | Spartan                  | Alenia                    | G-222                                                           | 18 juillet 1970                           |
| C-28    |                          | Cessna                    | Version militaire du Cessna 404                                 | 1975                                      |
| C-29    |                          | BAe                       | BAe 125                                                         | 13 août 1962                              |
| C-31    |                          | Fokker                    | Version militaire du F27                                        |                                           |
| C-32    |                          | Boeing                    | Version militaire du 757                                        |                                           |
| C-33    |                          | Boeing                    | Version du 747-400 dans le cadre du programme C-17              | Programme abandonné                       |
| C-34    |                          |                           | Désignation sautée                                              |                                           |
| C-35    | Citation                 | Cessna                    |                                                                 |                                           |
|         |                          |                           |                                                                 |                                           |
| C-37    | Gulfstream V             | Gulfstream                |                                                                 |                                           |
| C-38    | Courrier                 | IAI                       | Astra construit par Gulfsteam                                   |                                           |
|         |                          |                           |                                                                 |                                           |
| C-40    | Clipper                  | Boeing                    | Version militaire du 737                                        |                                           |
| C-41    | Aviocar                  | Casa                      |                                                                 | 26 mars 1971                              |
|         |                          |                           |                                                                 |                                           |
| C-45    | Voir KC-45               |                           |                                                                 |                                           |
|         |                          |                           |                                                                 |                                           |
| C-54    | Skymaster                | Douglas                   | Dérivé du DC-4 civil. Retiré du service en 1975                 | 1942                                      |
|         |                          |                           |                                                                 |                                           |
|         |                          |                           |                                                                 |                                           |
|         |                          |                           |                                                                 |                                           |
| C-124   | Globemaster II           | Douglas                   |                                                                 | 27 octobre 1949                           |
| C-128   | Fairchild                |                           | Autre designation du C-119                                      |                                           |
| C-130   | Hercules                 | Lockheed                  |                                                                 | 23 août 1954                              |
| C-131   | Samaritan                | Convair                   | Model 240/340                                                   | 16 mars 1947 (model 240)                  |
| C-132   |                          | Douglas                   | Abandonne                                                       |                                           |
| C-133   | Cargomaster              | Douglas                   |                                                                 | 23 avril 1956                             |
| C-134   |                          |                           |                                                                 |                                           |
| C-135   | Stratolifter             | Boeing                    | Version plus courte du 707                                      | 17 août 1956                              |
| C-136   |                          |                           |                                                                 |                                           |
| C-137   | Stratoliner              | Boeing                    | Version du 707 civil                                            |                                           |
|         |                          |                           |                                                                 |                                           |
|         |                          |                           |                                                                 |                                           |
|         |                          |                           |                                                                 |                                           |
| C-140   | Jetstar                  | Lockheed                  |                                                                 | 4 septembre 1957                          |
| C-141   | Starlifter               | Lockheed                  |                                                                 | 17 décembre 1963                          |
|         |                          |                           |                                                                 |                                           |
|         |                          |                           |                                                                 |                                           |

### E-Electronics
| Design. | Nom     | Constructeur     | Désignation avant 1962 ( ) ou nouvelle désignation | Date 1er vol  |
| ------- | ------- | ---------------- | -------------------------------------------------- | ------------- |
| E-1     | Tracer  | Grumman          | (WF-)                                              |               |
| E-2     | Hawkeye | Grumman          | (W2F-)                                             |               |
| E-3     | Sentry  | Boeing           | (EC-137D)                                          |               |
| E-4     | NOAC    | Boeing           |                                                    |               |
| E-5     |         | Windecker        |                                                    |               |
| E-6     | Hermes  | Boeing           |                                                    |               |
| E-7     |         | Boeing           | Réservé en août 1981, annulé en janvier 1982       |               |
| E-8     | J-STARS | Boeing           | (C-18A)                                            |               |
| E-9     |         | Bombardier       |                                                    |               |
| E-10    | MC2A    | Northrop-Grumman |                                                    | projet annulé |
| E-11    | BACN    | Bombardier       |                                                    |               |

### F-Fighter
| Design. | Nom              | Constructeur               | Désignation avant 1962 ( ) ou nouvelle désignation   | Date 1er vol         |
| ------- | ---------------- | -------------------------- | ---------------------------------------------------- | -------------------- |
| F-1     | Fury             | North American             | (FJ)                                                 | 11 septembre 1946    |
| F-2     | Banshee          | McDonnell                  | (F2H)                                                | 11 mai 1947          |
| F-3     | Demon            | McDonnell                  | (F3H)                                                | 7 août 1951          |
| F-4     | Phantom II       | McDonnell Douglas          | (F4H)                                                | 27 mai 1958          |
| F-5     | Freedom Fighter  | Northrop Corporation       |                                                      | 30 juillet 1959      |
| F-6     | Skyray           | Douglas                    | (F4D)                                                | 23 janvier 1951      |
| F-7     | Sea Dart         | Convair                    | (F2Y, renommé bien que retiré du service actif)      | 14 janvier 1959      |
| F-8     | Crusader         | LTV                        | (F8U)                                                | 25 mars 1955         |
| F-9     | Panther / Cougar | Grumman                    | (F9F)                                                | 24 novembre 1947     |
| F-10    | Skyknight        | Douglas                    | (F3D)                                                | 23 mars 1948         |
| F-11    | Tiger            | Grumman                    | (F11F)                                               | 30 juillet 1954      |
| YF-12   |                  | Lockheed                   |                                                      | 7 aout 1963          |
| F-13    |                  |                            | Non attribué (par superstition ?)                    |                      |
| F-14    | Tomcat           | Grumman                    |                                                      | 21 décembre 1970     |
| F-15    | Eagle            | McDonnell Douglas          |                                                      | 27 juillet 1972      |
| F-16    | Fighting Falcon  | General Dynamics           |                                                      | 2 février 1974       |
| YF-17   | Cobra            | Northrop Corporation       | Servi au développement du F/A-18                     | 9 juin 1974          |
| F/A-18  | Hornet           | McDonnell Douglas-Northrop | F/A-18                                               | 18 novembre 1978     |
| F-19    |                  |                            | (non attribué)                                       |                      |
| F-20    | Tigershark       | Northrop Corporation       | Initialement appelé F-5G                             | 30 aout 1982         |
| F-21    | Kfir             | IAI                        | En service chez les Agressors                        | Juin 1973            |
| F-22    | Raptor           | Lockheed                   |                                                      | 29 septembre 1990    |
| YF-23   | Black Widow II   | Northrop Corporation       | Concurrent du F-22                                   | 27 août 1990         |
| F-24    |                  |                            | Non attribué                                         |                      |
| F-35    | Lightning II     | Lockheed Martin-Northrop   | Version de série du X-35                             | 15 décembre 2006     |
|         |                  |                            |                                                      |                      |
|         |                  |                            |                                                      |                      |
| F-80    | Shooting Star    | Lockheed                   | (P-80)                                               | 8 janvier 1944       |
| F-81    |                  | Convair                    | (P-81) projet annulé                                 | 11 février 1945      |
| F-82    | Twin Mustang     | North American             | (P-82)                                               | 26 juin 1944         |
| F-83    |                  | Bell                       |                                                      |                      |
| F-84    | Thunderchief     | Republic                   |                                                      | 28 février 1946      |
| F-84F   | Thunderstreak    | Republic                   | Développement du F-84 avec des ailes en flèche       | 3 juin 1950          |
| XF-85   | Goblin           | McDonnell                  |                                                      | 23 août 1948         |
| F-86    | Sabre            | North American             |                                                      | 1er octobre 1947     |
| F-86D   | Sabre Dog        | North American             | Développement du F-86 avec un radar                  |                      |
| XF-87   | Black Hawk       | Curtiss                    | Programme annulé                                     | 5 mars 1948          |
| XF-88   | Voodoo           | McDonnell                  | Servi de développement au F-101                      | 20 octobre 1948      |
| F-89    | Scorpion         | Northrop                   | (P-89)                                               | 16 août 1948         |
| XF-90   |                  | Lockheed                   | Même programme que le XF-88                          | 3 juin 1949          |
| XF-91   | Thunderceptor    | Republic                   | Propulsion mixte fusée + réacteur                    | 9 mai 1949           |
| F-92    | Dart             | Convair                    | Servi de développement au F-102                      | 1er avril 1948       |
| YF-93   | Sabre            | North American             | Ancienne dénomination du F-86C, même programme XF-88 | 24 janvier 1950      |
| F-94    | Starfire         | Lockheed                   | Développement du TF-80/T-33                          | 16 avril 1949        |
| F-95    |                  | North American             | Aurait dû être un développement du F-86              |                      |
| XF-96   | Thunderjet       | Republic                   | Ancienne dénomination du F-84F                       | 3 juin 1950          |
| F-97    | Starfire         | Lockheed                   | Initialement prévue pour désigner le F-94C           |                      |
| F-98    | Falcon           | Hughes                     | Missile air-air (AAM-A-2/GAR-1/2) AIM-4              | Mise en service 1956 |
| F-99    | Bomarc           | Boeing                     | Missile sol-air IM-99                                | Mise en service 1957 |
| F-100   | Super Sabre      | North American             |                                                      | 25 mars 1953         |
| F-101   | Voodoo           | McDonnell                  |                                                      | 29 septembre 1954    |
| F-102   | Delta Dagger     | Convair                    | (XF-92)                                              | 24 octobre 1953      |
| XF-103  | Thunderwarrior   | Republic                   | Projet annulé                                        |                      |
| F-104   | Starfighter      | Lockheed                   |                                                      | 4 mars 1954          |
| F-105   | Thunderchief     | Republic                   |                                                      | 22 octobre 1955      |
| F-105G  | Wild Weasel      | Republic                   | (EF-105)                                             |                      |
| F-106   | Delta Dart       | Convair                    |                                                      | 26 décembre 1956     |
| YF-107  |                  | North American             |                                                      |                      |
| XF-108  | Rapier           | North American             |                                                      |                      |
| XF-109  |                  | Bell                       |                                                      |                      |
| F-110   | Spectre          | McDonnell Douglas          | Ancienne dénomination du F-4C                        | 23 mai 1963          |
| F-110   | MiG-21 Fishbed   | Mikoyan-Gourevitch         | En service chez les 'Agressors'                      | 14 juin 1956         |
| F-111   | Aardwark(1)      | General Dynamics           |                                                      | 21 décembre 1964     |
| F-112   |                  | MiG (?)                    | En service chez les 'Agressors'                      |                      |
| F-113   |                  | MiG-17 et/ou MiG-23        | En service chez les 'Agressors'                      |                      |
| F-114   |                  | MiG (?)                    | En service chez les 'Agressors'                      |                      |
|         |                  |                            |                                                      |                      |
| F-117   | Night Hawk (2)   | Lockheed                   |                                                      | 18 juin 1981         |

(1) Appellation non conforme : de par sa mission, le F-111 aurait dû être désigné A-... ou B-..., mais il a gardé la désignation affectée au programme TFX (chasseur-bombardier commun à l'US Air Force et l'US Navy).
(2) C'est a priori le seul appareil qui, dès la conception, ne respecte pas la nomenclature officielle. Plusieurs raisons possibles :
- L'USAF ne pouvant pas concevoir que l'avion le plus nec plus ultra ne puisse pas être un chasseur.
- Plus probable : cette désignation aurait été utilisée afin de cacher la véritable mission du F-117 qui est l'attaque ou la pénétration.

### H- Helicopter
| Design. | Nom           | Constructeur                | Désignation avant 1962 ( ) ou nouvelle désignation | Date 1er vol      |
| ------- | ------------- | --------------------------- | -------------------------------------------------- | ----------------- |
| AH-1    | Cobra         | Bell                        | (HA-1)                                             | 7 septembre 1965  |
| UH-1    | Huey/Iroquois | Bell                        | (H-1) (HU-1)                                       | 22 octobre 1956   |
| SH-2    | Seasprite     | Kaman                       |                                                    | 2 juillet 1959    |
| CH-3    | Sea King      | Sikorsky                    |                                                    | 11 mars 1959      |
| H-5     | Horse         | Sikorsky                    |                                                    | 18 août 1943      |
| OH-6    | Little Bird   | Hughes                      |                                                    | 27 février 1963   |
|         |               |                             |                                                    |                   |
| H-19    | Chickasaw     | Sikorsky                    |                                                    | 10 novembre 1949  |
|         |               |                             |                                                    |                   |
| H-21    | Shawnee       | Vertol                      | désigné aussi HRP-1 Rescuer                        | 11 avril 1952     |
|         |               |                             |                                                    |                   |
| H-34    | Choctaw       | Sikorsky                    |                                                    | 8 mars 1954       |
| AH-56   | Cheyenne      | Lockheed                    | Programme abandonné                                | 21 septembre 1967 |
|         |               |                             |                                                    |                   |
| CH-46   | Sea Knight    | Boeing-Vertol               |                                                    |                   |
| CH-47   | Chinook       | Vertol Aircraft Corporation |                                                    | 21 septembre 1961 |
| CH-53   | Sea Stallion  | Sikorsky                    |                                                    | 14 octobre 1964   |
| CH-54   | Tarhe         | Sikorsky                    |                                                    | 28 mars 1959      |
|         |               |                             |                                                    |                   |
|         |               |                             |                                                    |                   |
|         |               |                             |                                                    |                   |
| UH-60   | Black Hawk    | Sikorsky                    |                                                    | Octobre 1974      |
| YAH-63  |               | Bell                        |                                                    |                   |
| AH-64   | Apache        | Hughes → MDD → Boeing       |                                                    | 30 septembre 1975 |
| RAH-66  | Commanche     | Boeing - Sikorsky           | Programme abandonné                                | 4 janvier 1996    |
|         |               |                             |                                                    |                   |
|         |               |                             |                                                    |                   |

### K- Kerosene
| Design. | Nom             | Constructeur      | Désignation avant 1962 ( ) ou nouvelle désignation            | Date 1er vol    |
| ------- | --------------- | ----------------- | ------------------------------------------------------------- | --------------- |
| KA-2    |                 |                   |                                                               |                 |
| KA-3    | Skywarrior      | Douglas           |                                                               |                 |
| KA-6    |                 | Grumman           | version de ravitaillement de l'Intruder                       |                 |
| KA-7    |                 |                   |                                                               | Abandonné       |
|         |                 |                   |                                                               |                 |
|         |                 |                   |                                                               |                 |
| KB-29   |                 | Boeing            | version de ravitaillement du B-29                             |                 |
|         |                 |                   |                                                               |                 |
| KB-47   |                 | Boeing            | version de ravitaillement du B-47                             |                 |
|         |                 |                   |                                                               |                 |
| KB-50   |                 | Boeing            |                                                               |                 |
|         |                 |                   |                                                               |                 |
|         |                 |                   |                                                               |                 |
| KC-10   | Extender        | McDonnell Douglas |                                                               | 12 juillet 1980 |
| KC-30   |                 | Airbus            | Non officiel mais souvent employé                             |                 |
| KC-45   |                 | Airbus            | Programme K-X, A330 MRTT (Multi-Role Transport and Transport) |                 |
| KC-97   | Stratofreighter | Boeing            |                                                               | 1950            |
| KC-124  |                 | Douglas           | version de ravitaillement du C-124                            |                 |
| KC-130  | Hercules        | Lockheed          | version de ravitaillement du C-130                            |                 |
| KC-135  | Stratotanker    | Boeing            |                                                               | Aout 1956       |
| KC-767  |                 | Boeing            | Programme K-X, version du ravitaillement du 767               |                 |
|         |                 |                   |                                                               |                 |
|         |                 |                   |                                                               |                 |
| KS-3    | Viking          | Lockheed          |                                                               |                 |
|         |                 |                   |                                                               |                 |
|         |                 |                   |                                                               |                 |

Note : les appareils sont souvent modifiés en ravitailleur par d'autres industriels, par souci de simplification, c'est le nom du constructeur originel qui est conservé dans cette liste.
Bien que suivant la nomenclature officielle, le préfixe prévoit la conservation de la mission principale ; tous les KB-.. ont en fait perdu la mission de bombardement et hormis le KA-6 tous les autres appareils pouvaient être reconfigurés dans leurs missions principales (Attack pour le KA-3 et suivant).
Par contre les KC-.. ont tous gardé la possibilité de transport, y compris lors de missions de ravitaillement.

### P- Patrol
| Design.                  | Nom       | Constructeur | Désignation avant 1962 ( ) ou nouvelle désignation | Date 1er vol |
| ------------------------ | --------- | ------------ | -------------------------------------------------- | ------------ |
| P-2                      | Neptune   | Lockheed     | P2V                                                | 1946         |
| P-3                      | Orion     | Lockheed     | P3V                                                | 19 août 1958 |
| QP-4B                    | Privateer | Lockheed     | Consolidated P4Y-2K (PB4Y jusqu'en 1951)           | 1943         |
|                          |           |              |                                                    |              |
| P-5                      | Marlin    | Martin       | P5M                                                | 22 juin 1951 |
| P-6 (désignation sautée) | Seamaster | Martin       | Pourrait correspondre au YP6M-1                    | 1955         |
|                          |           |              |                                                    |              |
|                          |           |              |                                                    |              |

### Q- Drone
Toute nouvelle désignation. Le IAI Scout a fait partie de l'inventaire de l'US Navy et a été acheté selon une procédure d'urgence. De ce fait il n'a jamais reçu de désignation officielle.
| Design. | Nom                                                 | Constructeur               | Désignation avant 1962 ( ) ou nouvelle désignation | Date 1er vol |
| ------- | --------------------------------------------------- | -------------------------- | -------------------------------------------------- | ------------ |
| Q-1     | Predator (RQ-1A, RQ-1B et MQ-1B) Grey Eagle (MQ-1C) | General Atomics            |                                                    |              |
| Q-2     | Pioneer                                             | IAI / Pioneer Inc.         |                                                    |              |
| Q-3     | DarkStar                                            | Lockheed Martin            |                                                    |              |
| Q-4     | Global Hawk (RQ-4A et RQ-4B) Triton (MQ-4C)         | Northrop Grumman           |                                                    |              |
| Q-5     | Hunter                                              | Northrop Grumman (TRW/IAI) |                                                    |              |
| Q-6     | Outrider                                            | Alliant Techsystems        |                                                    |              |
| Q-7     | Shadow                                              | AAI Corporation            |                                                    |              |
| Q-8     | Fire Scout                                          | Northrop Grumman           |                                                    |              |
| Q-9     | Reaper                                              | General Atomics            |                                                    |              |
| Q-10    | SnowGoose                                           | MMIST                      |                                                    |              |
| Q-11    | Raven                                               | AeroVironment              |                                                    |              |
| Q-12    |                                                     |                            | Nom annulé en faveur de MQ-1C                      |              |
| Q-13    |                                                     |                            | (pas utilisé)                                      |              |
| Q-14    | Dragon Eye (RQ-14A) Swift (RQ-14B)                  | AeroVironment              |                                                    |              |
| Q-15    | Neptune                                             | DRS                        |                                                    |              |
| Q-16    |                                                     | Honeywell                  |                                                    |              |
| Q-17    | SpyHawk                                             | MTC Technologies           |                                                    |              |
| Q-18    | (A160T Hummingbird)                                 | Boeing                     |                                                    |              |
| Q-19    | Aerosonde                                           | AAI                        |                                                    |              |
| Q-20    | Puma AE                                             | AeroVironment              |                                                    |              |
| Q-21    | Integrator                                          | Insitu                     |                                                    |              |
| Q-22    | Global Observer                                     | AeroVironment              |                                                    |              |
|         |                                                     |                            |                                                    |              |
| Q-170   | Sentinel                                            | Lockheed Martin            |                                                    |              |

### S- ASW
| Design. | Nom     | Constructeur | Désignation avant 1962 ( ) ou nouvelle désignation | Date 1er vol    |
| ------- | ------- | ------------ | -------------------------------------------------- | --------------- |
|         |         |              |                                                    |                 |
| S-2     | Tracker | Grumman      | (S2F)                                              | 4 décembre 1952 |
| S-3     | Viking  | Lockheed     |                                                    | 21 janvier 1972 |
|         |         |              |                                                    |                 |

### V- Vertical
| Design. | Nom    | Constructeur   | Désignation avant 1962 ( ) ou nouvelle désignation | Date 1er vol    |
| ------- | ------ | -------------- | -------------------------------------------------- | --------------- |
| OV-1    | Mohawk | Grumman        | OA-1AF                                             | 14 avril 1959   |
| V-2     |        |                |                                                    |                 |
| V-3     |        | Bell           |                                                    |                 |
| V-4     |        | Lockheed       |                                                    |                 |
| V-5     |        | Ryan           |                                                    |                 |
| V-6     |        |                |                                                    |                 |
| V-7     |        |                |                                                    |                 |
| XV-8    |        | Ryan           |                                                    | 1961            |
| V-9     |        | Hughes         |                                                    |                 |
| OV-10   | Bronco | North American |                                                    | 16 juillet 1965 |
| V-11    |        |                |                                                    |                 |
| V-12    |        |                |                                                    |                 |
|         |        |                |                                                    |                 |
|         |        |                |                                                    |                 |
| V-15    |        | Bell           |                                                    |                 |
| V-16    |        |                |                                                    |                 |
| V-17    |        |                |                                                    |                 |
| V-18    |        |                |                                                    |                 |
| V-19    |        |                |                                                    |                 |
| V-20    |        |                |                                                    |                 |
| V-21    |        |                |                                                    |                 |
| V-22    | Osprey | Boeing-Bell    |                                                    | 19 mars 1989    |
|         |        |                |                                                    |                 |

### X- Experimental
| Design. | Nom        | Constructeur                 | (Désignation avant 1962) ou Nouvelle désignation | Date 1er Vol     |
| ------- | ---------- | ---------------------------- | ------------------------------------------------ | ---------------- |
| X-1     | Bell XS-1  | Bell Aircraft Corporation    | (XS-1)                                           |                  |
| X-2     | Starbuster | Bell Aircraft Corporation    | (XS-2) 1er vol avec moteur le                    | 18 novembre 1955 |
| X-3     | Stiletto   | Douglas                      | (XS-3)                                           | 15 octobre 1952  |
| X-4     | Bantam     | Northrop                     | (XS-4)                                           | 15 décembre 1948 |
| X-5     |            | Bell Aircraft Corporation    | (XS-5)                                           | 20 juin 1951     |
| X-6     |            | Convair                      | B-36 avec moteurs nucléaire                      | Aucun vol        |
| X-7     |            | Lockheed                     |                                                  | Avril 1951       |
| X-8     |            | Aerojet General              |                                                  |                  |
| X-9     | Shrike     | Bell Aircraft Corporation    |                                                  | Avril 1949       |
| X-10    |            | North American               |                                                  | 14 octobre 1953  |
| X-11    |            | Convair                      | Prototype de la fusée Atlas                      |                  |
| X-12    |            | Convair                      |                                                  |                  |
| X-13    | Vertijet   | Ryan                         | Premier vol vertical le                          | 10 décembre 1950 |
| X-14    |            | Bell Aircraft Corporation    |                                                  | 19 février 1957  |
| X-15    |            | North American               |                                                  | 8 juin 1959      |
| X-16    |            | Bell Aircraft Corporation    | Projet abandonné                                 |                  |
| X-17    |            | Lockheed                     |                                                  |                  |
| X-18    |            | Hiller                       |                                                  | 24 novembre 1959 |
| X-19    |            | Curtiss - Wright             |                                                  | Novembre 1963    |
| X-20    | Dyna-Soar  | Boeing                       |                                                  |                  |
| X-21    |            | Northrop                     |                                                  |                  |
| X-22    |            | Bell                         | VTOL                                             |                  |
| X-23    | PRIME      | Martin Marietta              |                                                  |                  |
| X-24A   |            | Martin Marietta              | 1969                                             |                  |
| X-24B   |            | Martin Marietta              | 1973                                             |                  |
| X-25    |            | Bensen                       |                                                  |                  |
| X-26    |            | Lockheed                     | Donna naissance au QT-2 Q-Star                   |                  |
| X-27    |            | Lockheed                     |                                                  |                  |
| X-28    |            | Pereira                      |                                                  |                  |
| X-29    |            | Grumman                      |                                                  |                  |
| X-30    |            | Rockwell                     |                                                  |                  |
| X-31    |            | Rockwell - MBB               |                                                  | 11 octobre 1990  |
| X-32    |            | Boeing                       | Programme JSF                                    |                  |
| X-33    |            | NASA                         |                                                  |                  |
| X-34    |            | Orbital Sciences Corporation |                                                  |                  |
| X-35    |            | Lockheed Martin              | Programme JSF, prototype du F-35                 |                  |
| X-36    |            | Mc Donnell Douglas           |                                                  |                  |
| X-37    |            | Boeing                       |                                                  | 22 avril 2010    |
| X-38    |            |                              |                                                  |                  |
| X-39    |            |                              |                                                  |                  |
| X-40    |            | Boeing                       |                                                  | 11 août 1998     |
| X-41    |            |                              |                                                  |                  |
| X-42    |            |                              |                                                  |                  |
| X-43    | Scramjet   | NASA                         |                                                  |                  |
| X-44    |            |                              |                                                  |                  |
| X-45    |            | Boeing                       |                                                  | 22 mai 2002      |
| X-46    |            | Boeing                       |                                                  |                  |
| X-47    | Pegasus    | Northrop Grumman             |                                                  | 23 février 2003  |
| X-48    |            | Boeing                       |                                                  | 20 juillet 2007  |
| X-49    | SpeedHawk  | Piasecki Helicopter          |                                                  | 29 juin 2007     |
| X-50    | Dragonfly  | Boeing                       |                                                  |                  |
| X-51    | Waverider  | Boeing                       |                                                  | 26 mai 2010      |
|         |            |                              |                                                  |                  |
|         |            |                              |                                                  |                  |

Note : bien que certains des X-prototypes datent des années 1940 ou 50, ils apparaissent sous cette nomenclature car celle-ci n'a jamais été abandonnée ou remise à zéro.

## Désignation non conforme ou sautée
- A-8 : Cette appellation aurait dû être attribuée au AV-8 Harrier, mais faisait disparaitre la notion de Vertical (ADAV/C), elle a donc été remplacée par AV-8 qui est, elle-même, non conforme (voir ci-dessous).
- AV-8 : cette appellation n'est pas conforme : le prototype fut appelé AV-6B, mais pour des raisons inconnues, il a été renommé AV-8A (il aurait pu s'appeler A-8, mais pas VA-8 puisque V veut alors dire transport VIP, ni AV-8, puisque la désignation V-8 a été utilisée pour le Ryan XV-8A Fleep)
- A-11 : réservée, mais jamais attribuée
- A-13 : sauté délibérément pour des raisons de superstition (comme F-13, C-13; etc.).
- YAL-1 : Cette désignation est attribuée à un Boeing 747 emportant un laser. Si le L en mission principale est correct, la lettre A n'a rien à voir avec la mission attaque au sol, puisque le AL-1 est désigné pour abattre en vol des missiles. Les pilotes parlent d'un Airbone Laser (laser aeroporté).
- F-19: Désignation sautée volontairement. Le Northrop F-5G Tigershark aurait dû être appelé F-19A, mais Northrop demanda le nom de F-20A pour se démarquer des concurrents qui utilisaient généralement des nombres impairs, qui lui fut attribuée. Le nom de F-19 ne fut pas utilisé[1].

- F-35 : la séquence normale pour la version de série du X-35 aurait dû être F-24, mais le 26 octobre 2001, lors de la conférence de presse organisée par le Pentagone pour annoncer le vainqueur du Programme JSF, le Major General Mike Hough, répondant aux journalistes annonça que la version de série serait le F-35.
- F-111 : initialement conçu comme un chasseur-bombardier (programme TFX) destiné à la fois à l'US Navy (chasseur) et l'US Air Force (bombardier), le F-111 a gardé cette désignation même après l'abandon du programme par l'US Navy et le fait qu'il soit uniquement utilisé en tant que bombardier.
- F-117 : c'est à priori le deuxième appareil qui ne respecte pas (voir TR-1), dès l'origine du programme, la nomenclature officielle. Il aurait dû être désigné A-... et non F-... car il s'agit d'un avion d'attaque. De plus, le numéro 117 ne suit pas la séquence alors en vigueur à l'époque.
- SR-71 : Le Blackbird aurait dû être le RS-71 pour Reconnaissance Strike (Reconnaissance Attaque), une désignation elle-même non conforme (déjà proposée pour une telle variante du XB-70, appelée RS-70 ou R/S-70). On a souvent prétendu que lors de la présentation de l'appareil, le Président Lyndon B. Johnson fit un lapsus et appela l'avion SR-71. En réalité, le chef d'état major de l'USAF Curtiss LeMay n'aimait pas les noms de RS-70 et RS-71, et s'arrangea pour faire remplacer toutes les mentions de RS-71 par SR-71 dans le discours du président. Le discours archivé et les enregistrements de la déclaration de Johnson montrent toutes qu'il parla bien de "SR-71". Toutefois, dans la transcription du discours remise à la presse, trois occurrences du nom étaient remplacées par "RS-71", sans doute une erreur d'un sténographe. Le nom de SR-71 fut interprété comme initiales de Strategic Reconnaissance. Si elle avait suivi les régulations, la désignation du Blackbird aurait dû être R-1A.
- U-2 : cette désignation n'avait pas à l'origine à respecter la désignation officielle, car l'appareil était utilisé par la CIA et non une des armées américaines. Un dérivé est cependant entré en service dans l'US Air Force sous le nom de U-2R, ce qui en fait une désignation non conforme.
- TR-1 : appareil dérivé de l'U-2R destiné à des missions de surveillance tactique. La lettre T dans la désignation est non conforme puisqu'elle devrait dénoter une version d'entraînement. Le nom a apparemment été choisi pour signifier Tactical Reconnaissance, par ressemblance au SR-71 de Strategic Reconnaissance. En 1991, les TR-1A et B ont été renommés U-2S et TU-2S respectivement.

## Liste Missiles

### A: Air-Air
| Design. | Nom        | Constructeur              | Désignation avant 1962 ( ) | Type                                   | Date mise en service      |
| ------- | ---------- | ------------------------- | -------------------------- | -------------------------------------- | ------------------------- |
|         |            |                           |                            |                                        |                           |
| AIM-4   | Falcon (1) | Hughes                    | AAM-A-2 / GAR-1            | Guidage infrarouge                     | 1956                      |
|         |            |                           |                            |                                        |                           |
|         |            |                           |                            |                                        |                           |
| AIM-7   | Sparrow    | Sperry-Douglas- Raytheon  | AAM-N-7                    | Guidage radar                          | 1950                      |
|         |            |                           |                            |                                        |                           |
| AIM-9   | Sidewider  | Raytheon -Ford- Loral     |                            | Guidage infrarouge                     | 1956                      |
|         |            |                           |                            |                                        |                           |
| AIM-26  | Falcon     | Hughes                    |                            | Version à charge nucléaire du AIM-4    |                           |
|         |            |                           |                            |                                        |                           |
|         |            |                           |                            |                                        |                           |
| AIM-47  | Falcon     | Hughes                    |                            | Servi de développement au AIM-56       |                           |
|         |            |                           |                            |                                        |                           |
| AIM-56  | Phoenix    | Hughes - raytheon         |                            | Guidage radar                          | 1974                      |
| AIM-68  | Big Q      |                           |                            |                                        | Abandonné                 |
| AIM-82  |            | GD-Hughes-Philco Ford     |                            | Infrarouge désignation visuelle casque | Abandonné septembre 1970  |
| AIM-92  | Stinger    | Raytheon                  |                            | Guidage infrarouge                     | Version air-air du FIM-92 |
| AIM-95  | Agile      | NAWS China Lakes          |                            | Infrarouge désignation visuelle casque | Abandonné en 1975         |
| AIM-97  | Seekbat    |                           |                            |                                        | Abandonné en 1975         |
|         |            |                           |                            |                                        |                           |
| AIM-120 | AMRAAM     | Hughes - Raytheon         |                            | Guidage radar                          | 1991                      |
| AIM-152 | AAAM       | Hughes - General Dynamics |                            | Devait remplacer l'AIM-54              | Abandonné en 1992         |
|         |            |                           |                            |                                        |                           |

(1) Plusieurs versions du AIM-4 (infra-rouge, guidage radar, charge nucléaire, etc.)